# 국가우주위원회

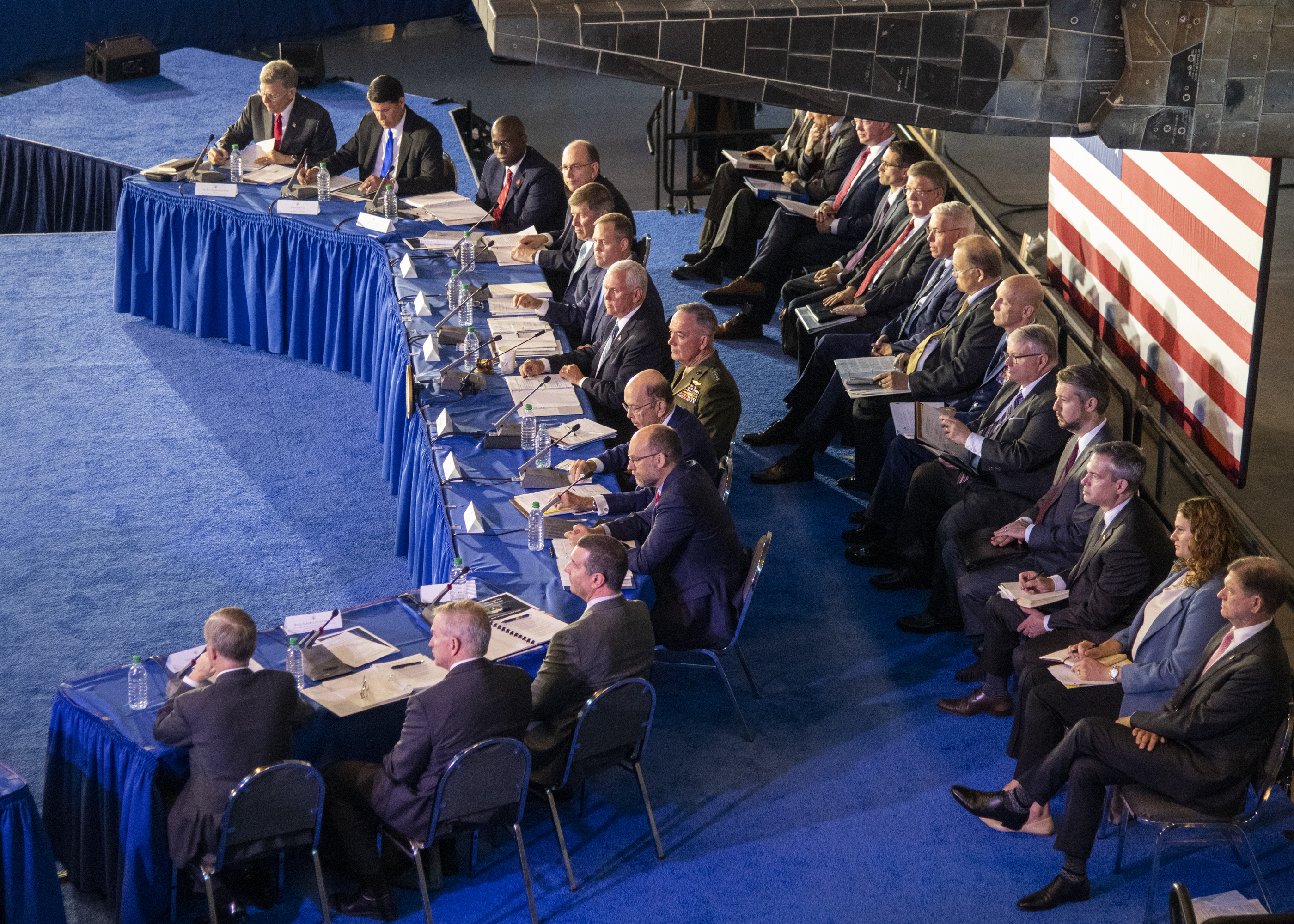
2019년 워싱턴 D.C.의 스티븐 F. 우드바 헤이지 센터에서 열린 국가우주위원회 회의

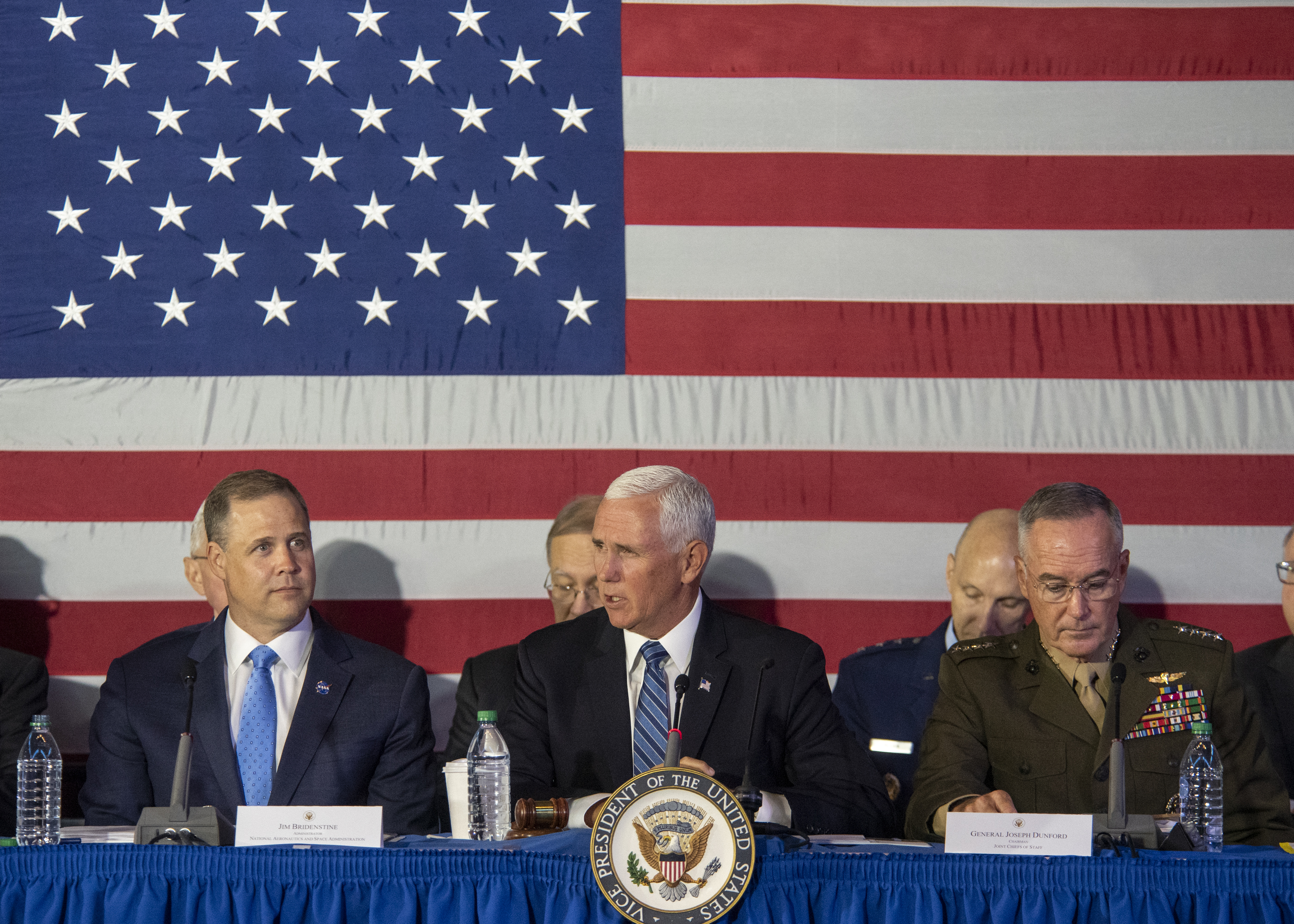
마이크 펜스 부통령(가운데)이 2019년 제6차 부흥평의회에서 연설하는 장면

국가우주위원회(National Space Council)는 조지 H. W. 부시 행정부 때 1989년에 창설되어 1993년에 해체되어 2017년 6월 도널드 트럼프 행정부에 의해 재건된 미국 대통령실 산하 기구이다. 이것은 이전 미국 항공 우주위원회 (1958–1973)의 수정 된 재소집된 위원회이다.
국가우주위원회는 정책 개발 사무소로 운영되며 시민, 상업, 국가 안보 및 국제 우주 정책 문제의 포트폴리오를 처리한다. 내각 수준의 구성원으로 구성되고 사용자 자문 그룹의 지원을받는 이 위원회는 미국 부통령 이 의장을 맡고 있다.